# 威克喬派 (亞利桑那州)
威克喬派（英語：Wickchoupai）是位於美國亞利桑那州皮馬縣的一個非建制地區。該地的面積和人口皆未知。

## 地理
威克喬派的座標為32°00′14″N 111°55′18″W / 32.00389°N 111.92167°W，而該地的平均海拔高度為754米（即2484英尺）。